# Alfonso Obregón
Alfonso Andrés Obregón Cancino (Portoviejo, Ekvador, 12. svibnja 1972.) je bivši ekvadorski nogometaš i nacionalni reprezentativac.
Cijelu svoju klupsku karijeru proveo je u rodnom Ekvadoru, ponajviše nastupajući za LDU Quito. S tim klubom je osvojio pet nacionalih prvenstava a najveći podvig je ostvaren 2008. godine osvajanjem kontinentalne Cope Libertadores protiv brazilskog Fluminensea.
S nacionalnom reprezentacijom je nastupio na Svjetskom prvenstvu 2002. gdje je odigrao sve tri utakmice skupine kao član prve postave. Također, na rosteru izbornika Gómeza bio je na dvije Copa Américe i jednom CONCACAF Gold Cupu.

## Osvojeni trofeji

### Klupski trofeji
| Klub      | Trofej             | Sezona / godina                   |
| Ekvador   | Ekvador            | Ekvador                           |
| --------- | ------------------ | --------------------------------- |
| LDU Quito | Ekvadorska Serie A | 1998., 1999., 2003., 2005., 2007. |
| LDU Quito | Copa Libertadores  | 2008.                             |